# CaMu
CaMu was de naam van een column die de Nederlandse schrijvers Remco Campert en Jan Mulder samen schreven voor de Volkskrant tussen 1996 en 2006.
De naam was mogelijk een verwijzing naar de Franse schrijver Albert Camus, maar was in elk geval een samenstelling van de eerste twee letters van de achternamen van de beide columnisten die elk om de dag een stukje schreven. CaMu verscheen op de voorpagina van de Volkskrant en typografisch was de titel van de column zo weergegeven, dat de letters van de auteur van de dag vetgedrukt waren.
De CaMu-columns werden ook elk jaar gebundeld in boekvorm onder de titel CaMu ....: Het jaaroverzicht van Remco Campert en Jan Mulder, met op de puntjes het jaartal.